# Elisava
|  | Aquest article tracta sobre la noble del segle XII. Vegeu-ne altres significats a «ELISAVA». |

Elisava (c. 1100 – c. 1122) va ser una misteriosa artista medieval noble i brodadora catalana, autora de l'estendard o penó de Sant Ot destinat al bisbe d'Urgell (+1122), i conservat al Museu Tèxtil i de la Indumentària de Barcelona i actualment al Museu del Disseny de Barcelona (DHUB).

## Biografia
En un segle en què l'únic que les dones esperaven deixar per a la posteritat eren els fills, ella creia en la bellesa del que creava i potser per això va ser una de les poques dones medievals que va signar la seva obra.
A l'edat mitjana la majoria de gent estava preocupada perquè la seva família arribés a l'endemà sana i estàlvia; perquè les collites fossin bones; perquè, si topaven amb el senyor feudal, aquest no s'hagués llevat amb el peu esquerre; perquè quan arribés l'hora tinguessin una bona mort, i perquè a partir de llavors estiguessin acompanyades per àngels d’ales flonges en lloc de diables armats amb cullerots gegants per remenar les calderes infernals.

### Una mestra del brodat
L'èxit social era aleshores una extravagància que pocs es plantejaven, i l'únic que aspiraven a deixar per a la posteritat era descendència i alguna propietat, si hi havia hagut sort. La paraula artista era un simple sinònim de treball artesanal, i a poca gent se li acudia signar les seves obres. Però hi va haver algunes excepcions.

### Me fecit
A la col·lecció del Museu Tèxtil i de la Indumentària de Barcelona, que es pot veure al Museu del Disseny de la ciutat (DHUB), hi ha el Penó de Sant Ot 

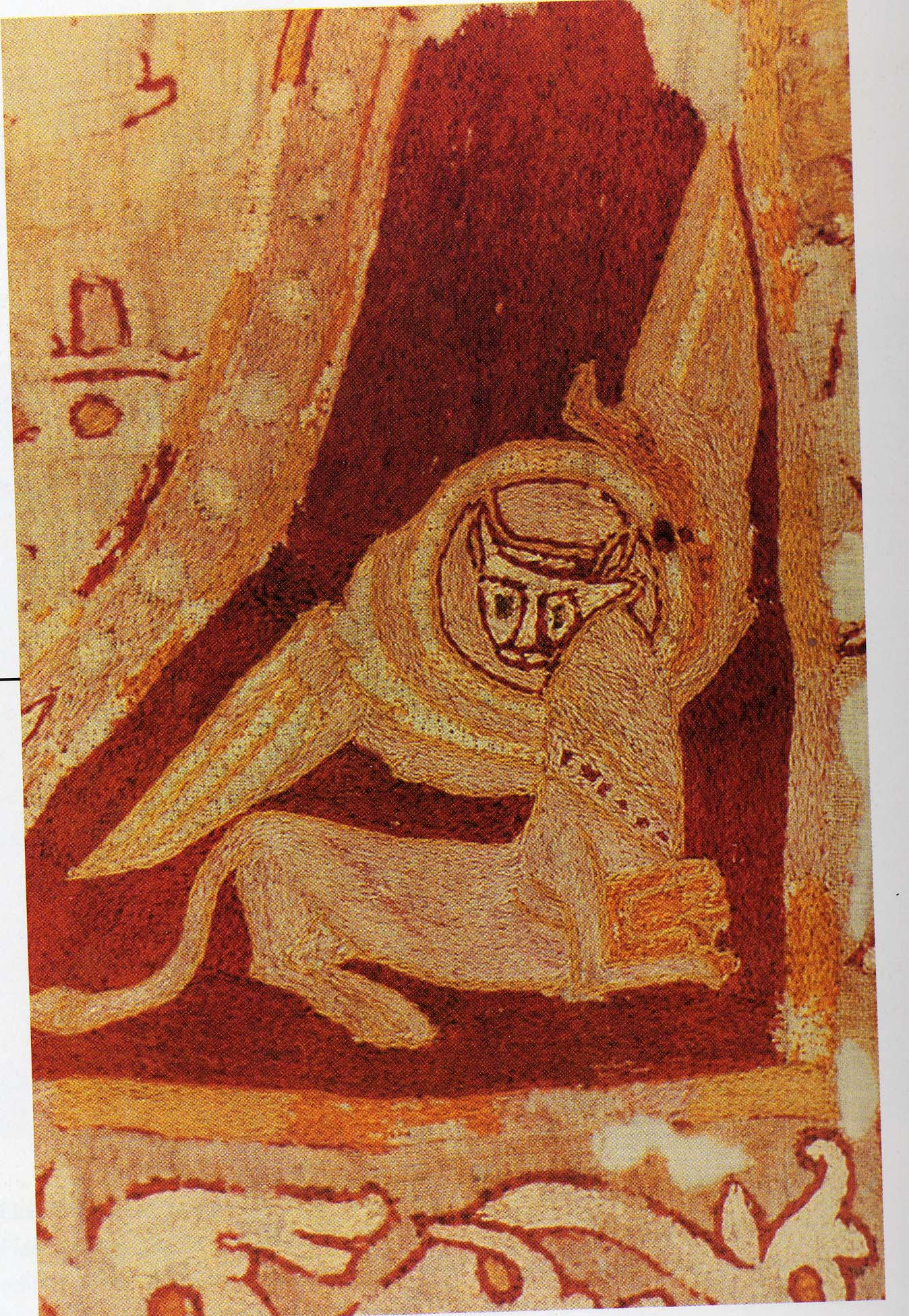
Penó de Sant Ot la representació de l'evangelista Marc.

La peça es va trobar el segle passat dins d’un reliquiari a la catedral de la Seu d’Urgell. Es va fer en el segle xii i és una de les mostres catalanes més importants de brodats de l’època. Ho és pel seu valor artístic i també perquè diu en lletres ben clares "Elisava me fecit". És a dir, que en va ser l’autora una dona que es deia Elisava. Amb aquestes paraules la brodadora va deixar la seva empremta per a la posteritat, per a la història, al costat de Maria, coneguda com La brodadora exquisida del segle x, fou abadessa de Santa Maria de les Puelles de Girona, avui Casa Pastors, autora de l'estola de sant Narcís, i Ende, il·luminadora, dues de les poques dones medievals que també van decidir signar els seus treballs. Això sí, d'Elisava en sabem tan poca cosa que no se sap si es tractava d'una monja o d'una laica que treballava per al clergat d’Urgell.

### Suposicions
Alguns experts creuen que podria ser alhora l'artista i la mecenes de l'obra, o una dama propera a Llúcia de la Marca, mare d'Ot, bisbe d'Urgell. És difícil que esbrinem qui va ser realment. En aquella època, teixir, filar i brodar era una tasca quotidiana per a les dones, una feina necessària per al dia a dia. Però darrere d’aquell brodat delicat amb fil de seda, rogenc i daurat, amb un pantocràtor i tres figures femenines en actitud reverent, hi ha un talent excepcional. I una dona que es va rebel·lar contra l'anonimat.

### Les dames competitives
No sabem si Elisava hi va jugar mai, però al voltant de la data del seu naixement es va inventar el joc de dames. El lloc de tal creació depèn de la font: alguns assenyalen terres valencianes, mentre que d'altres apunten cap a Occitània.

### El peatge a pagar
Tot i que la idea és més antiga que el mateix Joshua, no és fins al segle xii que apareix la paraula purgatori per definir aquell estat intermedi que acull algunes ànimes que han de purgar petits pecats abans de ser admeses al cel.
Irònicament, tot i que ella es va rebel·lar contra l'anonimat, amb la informació que hi ha, ara per ara és difícil descobrir qui va ser Elisava en realitat.

## Les petjades de les brodadores medievals
Al llarg de la història, activitats artesanals com filar, teixir, cosir, brodar... i d'altres pròpies de la producció tèxtil han estat estretament lligades a l'esfera de la vida privada i a l'element femení. La documentació conservada de les corporacions d’arts i oficis, especialment del nord d’Europa i d’Itàlia, mostra que amb anterioritat al segle xiv, el brodat en les seves múltiples manifestacions va ser una de les arts cultivades per dones de diferents classes i estaments. La majoria eren membres de la reialesa i l’alta aristocràcia, laiques i religioses i, com demostra la iconografia desenvolupada en moltes de les peces conservades i documentades, eren dones de refinada cultura; lletrades i coneixedores de textos tant religiosos com profans. En l’àmbit de la cort les dones varen construir els seus espais privats de relació amb altres dones per a intercanviar lectures, coneixements i compartir arts com el teixir i el brodar. Tot i així, també trobem dones d’estaments populars que dedicaven part de la seva vida a filar, teixir i brodar.
Entre les peces brodades es troben les pròpies de la indumentària d’ús quotidià però també veritables obres d’art com tapissos, peces destinades a la litúrgia i als ornaments de les esglésies; i d'altres, destinades als aixovars funeraris de personatges rellevants. En aquest context, cal assenyalar que els brodats estaven molt ben valorats i, en molts casos, millor remunerats respecte a les obres pictòriques i escultòriques.
La conservació de documentació dels segles X-XII i comptades obres signades per les seves autores permet conèixer la identitat d’algunes brodadores altmedievals. Aquest és el cas d’Elisava que es reconeix autora del penó de sant Ot gràcies a la inscripció brodada en què es llegeix “Elisava me fecit” però, com succeeix amb la majoria de les artesanes-artistes altmedievals, les dades disponibles no permeten una sòlida reconstrucció de la seva trajectòria biogràfica. Tot i així, els historiadors han formulat diverses hipòtesis al voltant del seu origen i procedència.
Elisava podria ser una brodadora de reconegut prestigi que treballava per la catedral o pel bisbe de la Seu d’Urgell; o també podria tractar-se d’una monja que rebia encàrrecs de l’alt clergat. Les tres franges que pengen del citat penó mostren la imatge d’una figura femenina en posició d’orant o oferent i envoltada d'altres dones en la mateixa actitud. Certs estudiosos han identificat aquesta figura central amb la de la mateixa Elisava; fet que permetria afirmar que la comitent, la responsable de l'encàrrec de l’obra, i la seva autora són la mateixa persona. Però es tracta d’una hipòtesi no compartida per altres especialistes.
Tot i així, es reconeix que la dona responsable de l'encàrrec i l’autora material del penó tindrien una estreta relació. En aquesta línia, sembla possible que Elisava fos una noble amb una gran domini de l’art tèxtil i lligada al cercle de Llúcia de la Marca, mare d’Ot, bisbe d’Urgell i destinatari de l'estendard. I la imatge de la dona orant podria correspondre a Llúcia de Marca, personatge que la historiografia ha identificat amb la donant que apareix a les pintures murals de l’àbsis de l'església de Sant Pere del Burgal.
Més enllà d’aquestes possibles identificacions, el que resulta significatiu és que Elisava va explicitar la voluntat de deixar constància de la seva autoria incloent la inscripció brodada Elisava me fecit i mostrar així la seva capacitat creadora i la seva habilitat manual per a donar veu a la divinitat a través del de les formes i els colors.
El desig de fugir de l’anonimat tant comú en el període medieval es mostra en altres esferes artístiques com és el cas de la miniaturista Ende, responsable de la il·luminació del Beatus de Girona, i dins l’àmbit del brodat coneixem altres exemples com l’anomenat brodat de la comtessa Guisla, conservat al monestir de sant Martí del Canigó i que correspon a una tovallola d’altar que es podria datar del segle xi; i el de Maria també brodadora i autora de l'estola de Sant Narcís.
Entre els segles xi i xiii altres exemples coneguts són el de Leonor de Plantegenet, reina de Castella i autora de les Estoles de San Isidoro de León i en el context europeu destaquen obres com el Tapís de Bayeux (segle xi), atribuït a la reina Matilde, dona de Guillem el Conqueridor i a les seves ajudants; i encarregat per Odón, arquebisbe de Bayeux i les obres de brodadores angleses i alemanyes.
I fins al segle xv, l’activitat de brodar peces eclesiàstiques es va mantenir com una activitat pròpia de l'esfera femenina. La història i els exemplars conservats demostren que per a les dones l’art de brodar va esdevenir un canal a través del qual podien mostrar el seu talent artístic i creatiu; a més d’explicitar el seu bagatge cultural i literari a través de la iconografia desenvolupada en moltes d’aquestes peces. Tanmateix aquestes brodadores van ser les encarregades de dirigir tallers dedicats a l'ofici amb totes les tasques que això comportava.
El reconeixement d’Elisava com brodadora de gran talent ha traspassat els segles i l’actual Escola Elisava. Escola Superior de Disseny i Enginyeria de Barcelona, fundada el 1961, porta el seu nom en honor d'aquesta artista, la més antiga amb obra conservada i signada de Catalunya. Tanmateix l'espai verd ubicat al costat del Museu del Disseny, entre els carrers de Badajoz i d’Àlaba, ha estat també batejat amb el nom de Plaça Jardins d’Elisava, en record a la brodadora medieval.

## L'estendard o penó dit de sant Ot
Es tracta d’un estendard de forma rectangular amb penjolls fet amb tela de lli i brodat amb fils de seda de colors negre, vermell, groc daurat, blanc i rosat amb la tècnica anomenada de punt de figura. L'exemplar va ser trobat el segle passat dins d’un reliquiari a la catedral de la Seu d’Urgell i actualment es conserva al Museu del Disseny de Barcelona (DHUB).
Els especialistes han vinculat el penó amb sant Ot i arran d’aquesta relació s'ha establert una cronología entre finals del segle xi i principis del XII (1095 – 1122).
La part superior de forma rectangular està presidida per la imatge de Déu en majestat, assegut en una trona amb estructura d’arquets a la part inferior, dins la atmella mística i envoltat del tetramorf. Els historiadors de l¡art que han analitzat al detall la peça subratllen que l’orde de disposició del símbol dels quatre envangelistes no és el convencional; tot i que apareix en molts exemples dels segles xi i xii. I destaquen la presència, sota la figura de l’àguila de sant Joan, de la inscripció: ELISAVA ME F(e)CIT.
La part inferior del penó es retalla en tres penjolls en forma de galleret, triangulars, i en cadascun destaca una figura femenina. Les tres dones van embolcallades amb un mantell decorat només amb una vora perlada tot i que el de la figura central és més ric. Les figures laterals sostenen un llibre a la mà esquerra i la figura central un objecte no identificable. Els especialistes han identificat les tres figures, per la seva actitud i la seva posició, com oferents o orants, és a dir com a responsables de l'encàrrec de l’obra.